# 太十郎

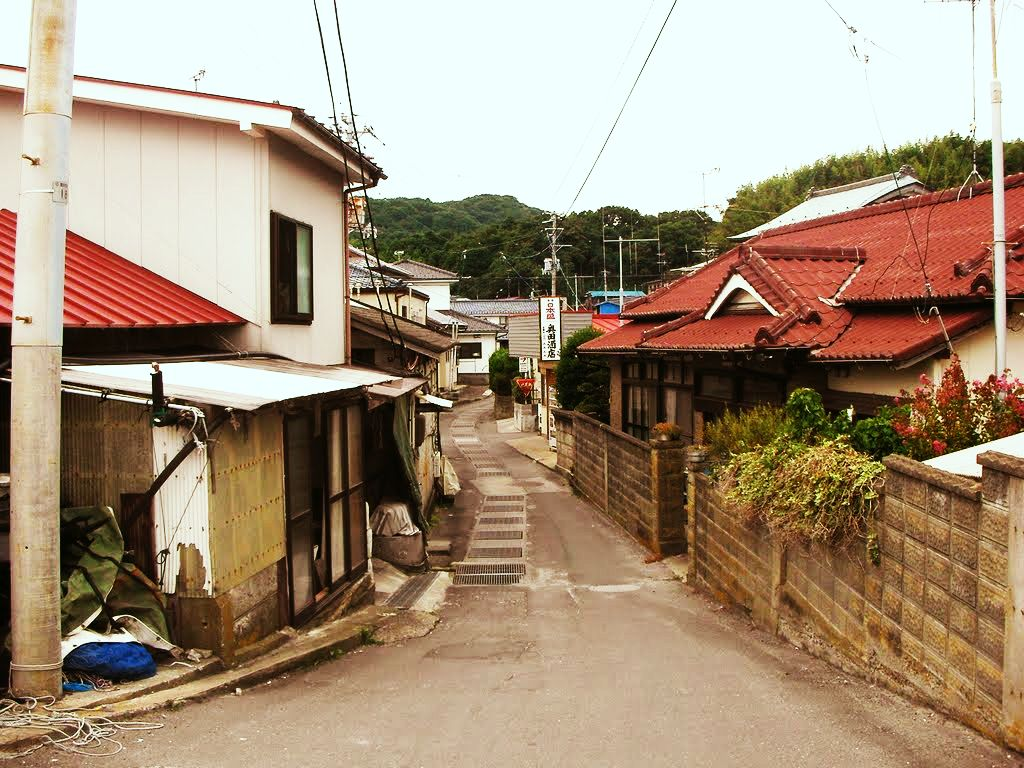
太十郎の生家の直近（室浜）2010年9月

太十郎（たじゅうろう、明和8年（1771年） - 文化3年4月1日（1806年5月18日））は、江戸時代の船乗り。多十郎、または奥田太十郎、奥田多十郎とも表記されることがある。
1771年、陸奥国桃生郡深谷室浜（現・東松島市室浜）（北緯38度20分5.9秒 東経141度10分0.3秒 / 北緯38.334972度 東経141.166750度）
で生まれる。
御用米を運ぶ千石船若宮丸の船乗りとして、1793年に江戸に向けて石巻港を出発。津太夫、儀兵衛、左平らと共に洋上で嵐に遭遇して漂流の後、紆余曲折を経てロシア、バルト海、ハワイを経由して1804年に長崎へ帰着。その年の12月、長崎で自殺未遂を起こす。

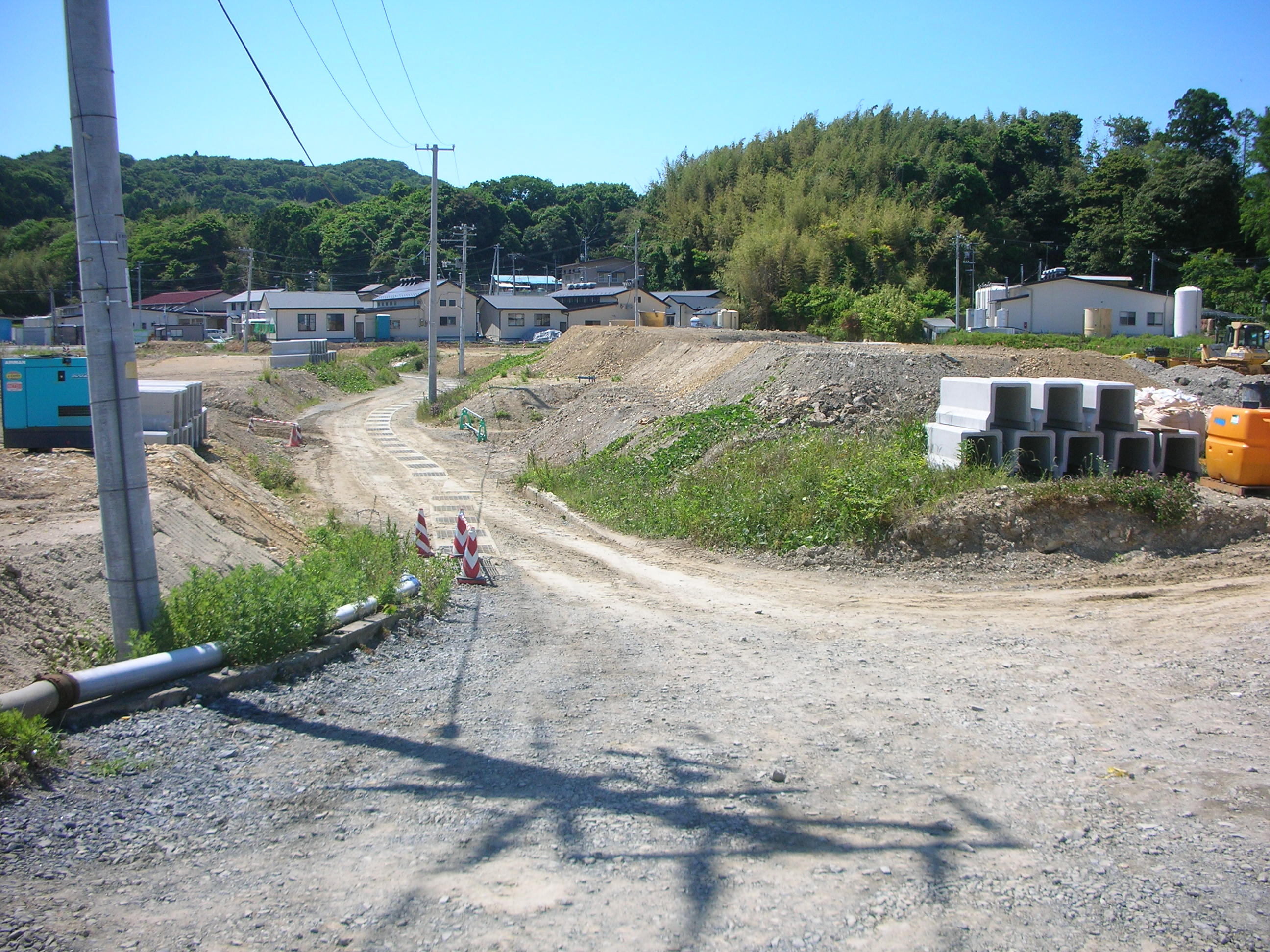
太十郎の生家跡・東日本大震災で被災

何度にも渡る取り調べを受けた後、1806年2月下旬に生まれ故郷に戻るも、1月ほどして4月1日に亡くなった。享年36。日本人として初めて世界一周をした4名のうちの1人となった。
出身地の室浜に墓碑（宮戸島観音寺）及び記念碑（儀兵衛・多十郎オロシヤ漂流記念碑）がある。

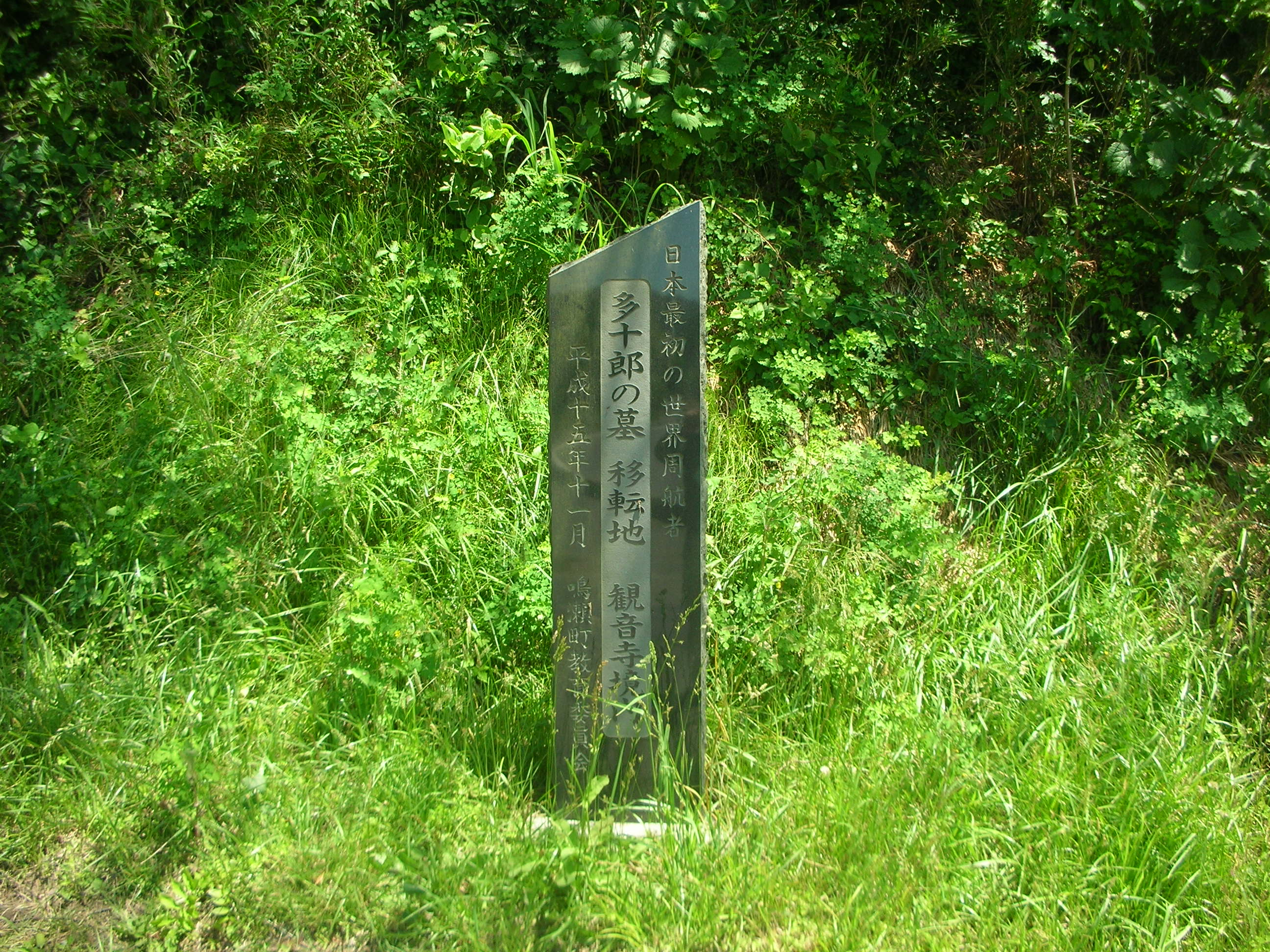
太十郎の墓の移転地入口